# Celaena hibernica
Celaena hibernica là một loài bướm đêm trong họ Noctuidae.